# Хэй, Фрэнсис, 9-й граф Эррол
Фрэнсис Хэй, 9-й граф Эррол (англ. Francis Hay, 9th Earl of Erroll; 30 апреля 1564 — 16 июля 1631) — шотландский дворянин. Приняв католичество, он открыто вступил в сговор с королем Испании, чтобы попытаться свергнуть протестантскую королеву Елизавету Тюдор.

## Биография
Второй сын Эндрю Хэя, 8-го графа Эррола (1531—1585), от его первой жены леди Джин Хэй (ок. 1540—1570), дочери Уильяма Хэя, 6-го графа Эррола (1521—1541). Он был вторым по старшинству сыном, но его старший брат Александр Хэй, мастер Эррол, который был глухонемым, был объявлен «сумасшедшим» и исключен из числа наследников. Фрэнсис Хэй унаследовал графский титул после смерти своего отца в 1585 году.
В 1587 году он женился на Мэри Стюарт, дочери Джона Стюарта, 4-го графа Атолла (? — 1579), и Маргарет Флеминг (1529—1586). Вскоре после этого она умерла, и утверждалось, что он был жесток к ней. Ее семья удержала его приданое, и её брат Джон Стюарт, 5-й граф Атолл, отомстил в 1589 году, когда граф Эррол был объявлен мятежником.
В начале своей жизни он обратился в католицизм и, будучи сподвижником Джорджа Гордона, 1-й маркиза Хантли, присоединился к испанским заговорам против трона королевы Елизаветы. В 1589 году он начал вести предательскую переписку с королем Испании Филиппом II, который также недолгое время был королем Англии после женитьбы на королеве Марии I Тюдор.
Письмо, написанное им королю Филиппу, в котором заявлял о своей верности Испании, было перехвачено королевой Англии Елизаветой I и передано королю Шотландии Якову VI. В феврале 1589 года ему было приказано предстать перед Тайным советом. Не явившись, он был объявлен мятежником.
Фрэнсис Хэй участвовал с Хантли и Кроуфордом в восстании на севере Шотландии, но их войска сдались в Абердине по прибытии короля в апреле, а в июле лорд Эррол сдался королю Якову, который снисходительно воздерживался от наказания. Эррол сдался на милость короля в замке Эдзел 5 августа 1589 года. В сентябре того же года он вступил в личную связь с маркизом Хантли для взаимопомощи; и в 1590 году вызвал недовольство короля, женившись, несмотря на его запрет, на леди Элизабет Дуглас, дочери Уильяма Дугласа, 6-го графа Мортона. Брак был заключен по инициативе мастера Гламиса, чтобы сформировать политическую фракцию. 21 апреля 1590 года граф Монтроз и другие в замке Меггинч пытались убедить его не жениться на ней, но Эррол утверждал, что может изменить союзу с друзьями своей жены.
Он был вовлечен в ссору с графом Атоллом в Перте 29 июня 1591 года, когда королева Анна Датская сделала торжественный въезд в город. Граф Атолл был проректором Перта, а граф Эррол был констеблем, и они спорили о своем приоритете.
Лорд Эррол был заключен в тюрьму по подозрению в соучастии в попытке Фрэнсиса Стюарта, 5-го графа Ботвелла, и Патрика Грея, 6-го лорда Грея, застать короля врасплох на Фолкленде в июне 1592 года; и хотя он добился своего освобождения, он снова был объявлен бунтовщиком из-за обнаружения его подписи на двух испанских бланках, неписаных листах, подписанных именами главных заговорщиков в заговоре с целью испанского вторжения в Шотландию. пополнились позже условиями предполагаемого договора. После неудачной попытки задержать его в марте 1593 года Эррол и его товарищи были приговорены отречься от католицизма или покинуть королевство; и за их невыполнение были объявлены предателями в 1594 году.
В середине лета 1594 года граф Эррол принял своих союзников, графов Ангуса и Хантли, в Тови, и там были костры, пьянство и танцы. 3 октября они победили в Гленливете войска, посланные против них под командованием графа Аргайла. Его люди несли знамя с изображением креста и обезглавливания Марии, королевы Шотландии. Сам Эррол был тяжело ранен пулей в руку и стрелой в бедро. Ходили ложные слухи, что он приехал на юг, в Каллендар-хаус, дом своей сестры Хеленор Хэй, графини Линлитгоу, и умер.
Замок Олд-Слэйнс, его резиденция, был сровнен с землей. Восставшие лорды покинули Шотландию в 1595 году, и лорд Эррол, получив сообщение о своих дальнейших заговорах за границей, был арестован штатами Зеландии, но впоследствии ему разрешили бежать. Он тайно вернулся в Шотландию в 1596 году. В марте 1597 года он поселился в Канонгейте в Эдинбурге и пользовался особой благосклонностью Анны Датской . 20 июня 1597 года он отрекся от католицизма и заключил мир с церковью Шотландии. Он пользовался благосклонностью короля и в 1602 году был назначен уполномоченным по переговорам об унии с Англией.
В письме Тайного совета о пенсии, выплаченной графу Фрэнсису Хэю, лорду Эрролу, в январе, упоминается, что одна из его дочерей служила королеве Анне Датской.
Однако его отношения с церковью не были такими дружескими. Реальность его обращения была оспорена, и 21 мая 1608 года он был заключен в городе Перт для лучшего разрешения своих сомнений, впоследствии был объявлен упрямым «папистом», отлучен от церкви, лишен своего состояния и заключен в тюрьму в Дамбартоне; и после некоторых дальнейших колебаний был наконец освобожден в мае 1611 года.
Спор, начавшийся при его жизни относительно наследственной должности лорда верховного констебля между Хэями, графами Эррол, и Кейтами, графами Маришаль, был окончательно улажен в пользу первого; тем самым устанавливая приоритет графов Эррол после королевской семьи над всеми другими подданными в Шотландии.

## Брак и дети
- 1-я жена с 1587 года Мэри Стюарт, дочь Джона Стюарта, 4-го графа Атолла, и Маргарет Флеминг
- 2-я жена: Маргарет Стюарт, дочь Джеймса Стюарта, графа Морея
- 3-я жена с 1590 года Элизабет Дуглас, дочь Уильяма Дугласа, 6-го графа Мортона

От своей третьей жены Элизабет Дуглас у него было пятеро сыновей и восемь дочерей:
- Уильям Хэй, 10-й граф Эррол (до 1597 — 7 декабря 1636), старший сын и преемник отца
- Джордж Хэй
- Фрэнсис Хэй
- Томас Хэй
- Льюис Хэй
- Анна Хэй (1592—1628), муж с 1609 года Джордж Сетон, 3-й граф Уинтон (1584—1650)
- Джин Хэй, муж с 1609/1610 года Джон Эрскин, граф Мар (1585—1654)
- Мэри Хэй (? — 11 апреля 1631, муж с 1616 года Уолтер Скотт, 1-й граф Баклю (до 1606—1633)
- Элизабет Хэй, 1-й муж с 1620 года Хью Семпилл, 5-й лорд Семпилл (1592—1639), 2-й муж — Джеймс Дуглас, 1-й лорд Мордингтон (1591—1656)
- София Хэй (? — 12 марта 1642), которая в 1626 году вышла замуж за Джона Гордона, виконта Мелгума (? — 1630), сына Джорджа Гордона, 1-го маркиза Хантли
- Маргарет Хэй, замужем за Джоном Сетоном, сыном сэра Джона Сетона, лорда Барнса (1553—1594)
- Изабель Хэй, умерла незамужней
- Хелен Хэй, умерла в 1625 году, в возрасте 10 лет.

Граф Эррол скончался 16 июля 1631 года и был похоронен в церкви Слэйнса. Поэт Артур Джонстон сочинил стихотворение на латыни для его похорон.